# Svartesjön, Småland
Svartesjön är en sjö i Markaryds kommun i Småland och ingår i Lagans huvudavrinningsområde. Sjöns area är 0,1137 kvadratkilometer och den befinner sig 95,1 meter över havet.